# Anthologieserie
Een anthologieserie (van het uit het Grieks afkomstige woord anthologie, letterlijk 'bloemlezing') is een radio-, film of televisieserie waarvan elke aflevering of elk seizoen een zelfstandig verhaal bevat, met doorgaans per aflevering een andere omgeving, verhaallijn en personages. De presentator van de betreffende serie is vaak het enige vaste personage.

## Achtergrond
Anthologieseries worden doorgaans vooral gebruikt voor series uit het sciencefiction-, horror- en mysteriegenre. Er zijn echter ook series die andere genres hanteren, zoals bewerkingen van klassieke toneelstukken. Een voorbeeld hiervan is Masterpiece Theatre.
Veel oude radioprogramma’s zijn anthologieseries. In de geschiedenis van de televisie waren anthologieseries vooral populair tijdens de jaren 50.

## Voorbeelden
- Alfred Hitchcock Presents
- American Horror Story
- Black Mirror
- De twaalf
- Fargo
- Journey to the Unknown
- Love, Death & Robots
- Masters of Horror
- Masters of Science Fiction
- Monster
- Night Gallery
- The Outer Limits
- The Twilight Zone
- The White Lotus
- Them
- True Detective
- Van God Los
- Why Women Kill